# Nephele leighi
Nephele leighi är en fjärilsart som beskrevs av James John Joicey och Talbot 1921. Nephele leighi ingår i släktet Nephele och familjen svärmare. Inga underarter finns listade i Catalogue of Life.